# بنسیکلان
بنسیکلان (به انگلیسی: Bencyclane) یک داروی بلوک‌کننده کانال کلسیم با شناسه پاب‌کم ۲۳۱۲ است. که جرم مولی آن ۲۸۹٫۴۵۵۵۴ g/mol می‌باشد. 